# Il silenzio dell'acqua
Il silenzio dell'acqua è una serie televisiva italiana creata e scritta da Jean Ludwigg e Leonardo Valenti, diretta da Pier Belloni e trasmessa in prima serata su Canale 5 dall'8 marzo 2019 al 16 dicembre 2020.

## Trama

### Prima stagione
Il piccolo e tranquillo paese marittimo di Castel Marciano (nei pressi di Trieste) viene scosso dalla scomparsa della sedicenne Laura Mancini. L'indagine è condotta dal vicequestore Andrea Baldini insieme alla collega Luisa Ferrari e all'ispettore Dino Marinelli, arrivando a portare a galla alcuni oscuri segreti celati dietro la facciata perbene del piccolo borgo.

### Seconda stagione
Luisa Ferrari torna dopo un anno a Castel Marciano e una sera trova una bambina febbricitante che vaga per i boschi; insieme ad Andrea scopre che la bambina si chiama Giulia Liverani e, recandosi a casa sua, i due poliziotti trovano il cadavere della madre Sara e del fratello Luca di 16 anni. Da subito si sospetta il padre della bambina, Rocco, che si stava separando dalla moglie Sara dopo che lei aveva scoperto la sua relazione extra-coniugale. Luisa e Andrea, non convinti, cercano un'altra verità, ma tutti sembrano apparentemente colpevoli. Andrea deve affrontare nuovi problemi familiari quando, dopo diciotto anni, torna a farsi vivo Elio Moras, ex di Roberta e padre biologico di Matteo, disposto a tutto.

## Episodi
| Stagione         | Episodi | Prima TV |
| ---------------- | ------- | -------- |
| Prima stagione   | 4       | 2019     |
| Seconda stagione | 4       | 2020     |

## Personaggi e interpreti
- Luisa Ferrari, interpretata da Ambra Angiolini.
 È una donna sola, reduce da una difficile operazione di polizia in cui aveva perso il bambino nel grembo. Tiene sulle spalle una relazione con il capo della omicidi, Galasso, padre del bambino morto. Nella seconda stagione torna dopo un anno e si ritrova ad occuparsi del caso di Sara e Luca; si avvicina sempre di più ad Andrea, finendo per iniziare a provare qualcosa per lui. Sta stringendo un forte legame con Giulia, bambina rimasta orfana di madre, che risveglia in lei il rimpianto per non essere diventata madre.
- Andrea Baldini, interpretato da Giorgio Pasotti.
Vicequestore di Castel Marciano, è il compagno di Roberta da sedici anni e ha cresciuto con lei il figlio della donna, Matteo. Nella prima stagione deve conciliare il ruolo di poliziotto con quello di padre quando Matteo è sospettato dell'omicidio di Laura; indagando con la collega Luisa Ferrari, scopre che il figlio è innocente, riuscendo a riconciliarsi con lui. Nella seconda stagione chiede a Roberta di sposarlo ma i due sono costretti a rimandare le nozze per un nuovo omicidio su cui Andrea deve indagare; nel frattempo deve anche affrontare nuovi problemi in famiglia quando a sorpresa torna in città Elio Moras, ex di Roberta e padre di Matteo. Baldini sentirà il figlio e la compagna sempre più vicini a lui, diventando geloso; allo stesso tempo si avvicina a Luisa, per la quale inizia a provare dei sentimenti. Dimostrando i traffici illegali di Elio, Andrea si riconcilia con la sua famiglia e, proprio quando decide di sposare Roberta, viene colpito da un proiettile sparato da Elio nella piscina di casa sua.
- Roberta, interpretata da Camilla Filippi.
È la compagna di Andrea da 16 anni e ha cresciuto con lui il figlio Matteo, avuto da una precedente relazione. Nella seconda stagione deve affrontare il ritorno in città del suo ex e padre biologico di Matteo, Elio Moras; inizialmente Roberta è contraria alla possibilità di far vedere ad Elio il figlio, ma poi accetta il fatto che i due devono conoscersi. Si riavvicina ad Elio durante una gita in Slovenia, finendo per tornare a provare qualcosa per lui, ma quando poi scopre quanto l'uomo non sia cambiato, ma anzi, sia diventato un criminale, decide di non volerci avere nulla a che fare.

## Produzione
La serie è stata co-prodotta da RTI e Velafilm in associazione con Garbo Produzioni e con il sostegno di FVG Film Commission e MiBACT. Le riprese della prima stagione si sono svolte a Duino-Aurisina, Muggia e Trieste tra maggio e settembre 2018, mentre quelle della seconda nell'autunno 2019.

## Distribuzione
La serie è andata in onda in prima serata su Canale 5 dall'8 marzo 2019 al 16 dicembre 2020: la prima stagione è stata trasmessa dall'8 al 24 marzo 2019, mentre la seconda stagione dal 27 novembre al 16 dicembre 2020.

## Colonna sonora
La colonna sonora è composta da Ralf Hildenbeutel e pubblicata da RTI Music il 9 marzo 2019 (prima stagione) e il 28 novembre 2020 (seconda stagione).

### Prima stagione
1. Castel Marciano – 3:16
2. I See You – 2:33
3. Deep Sea – 2:26
4. Secrets – 2:49
5. Before the Silence – 1:32
6. Laura's Song – 4:00
7. A Nice Place – 2:27
8. Search for Truth – 2:41
9. A Dark Place – 1:58

1. Hidden Secrets – 2:33
2. For Laura – 3:33
3. Find Me – 1:46
4. Breathe – 2:00
5. Private Investigation – 1:49
6. Catch Him – 2:21
7. I Owe You – 3:26
8. Scratching the Surface – 5:07
9. Search for Peace – 2:01

1. Still not Sure – 2:21
2. Settling Down – 2:23
3. Understand Each Other – 2:32
4. Final Emotion – 6:06
5. The Cliff – 1:57
6. Threatening – 2:05
7. Wishing the Old Days Back – 1:54
8. Il silenzio dell'acqua – 2:19

Nella sigla di apertura è presente la canzone Torna a casa del gruppo musicale Måneskin, mentre nelle ultime scene della quarta e ultima puntata viene trasmesso il brano Io che amo solo te di Sergio Endrigo.

### Seconda stagione
1. The Pier of Marciano – 2:10
2. The New Case – 2:34
3. Crime Scenes – 3:16
4. Sad News – 1:56
5. Rocco – 2:56
6. A Certain Presumption – 2:29
7. On the Trail – 2:07
8. Who Is Involved – 2:08

1. Secrets Are Secrets – 2:19
2. The Suspicion – 1:56
3. The Silence Of the Water – 2:53
4. Uncontrolled – 2:32
5. About Giulia – 2:49
6. Roberta, Matteo & Elio – 3:09
7. Matteo's Mood – 2:03
8. The Fear Inside – 2:48

1. House At the Riverside – 2:56
2. When You Remember – 1:58
3. Can We Be Free? – 2:05
4. Two Fathers – 1:23
5. Luisa and Andrea – 1:34
6. How It Happened? – 1:16
7. Another Season In Castel Marciano – 3:20
8. Giulia and Rocco – 2:17

Nella sigla di apertura è presente la canzone Dedicato a te del gruppo musicale Le Vibrazioni, nella seconda puntata Father and Son di Cat Stevens, nella terza puntata In the Air Tonight di Phil Collins e nella quarta puntata We'll Meet Again di Vera Lynn.

## Riconoscimenti
- Premio Cinearti La chioma di Berenice
  - 2019: Miglior produttore di una fiction a Maurizio Tini[5]